# Département de Salavina
Le département de Salavina est une des 27 subdivisions de la province de Santiago del Estero en Argentine. Son chef-lieu est la ville de Los Telares.
Le département a une superficie de 3 562 km2 et est situé au sud de la province. Sa population s'élevait à 10 664 habitants en 2001.

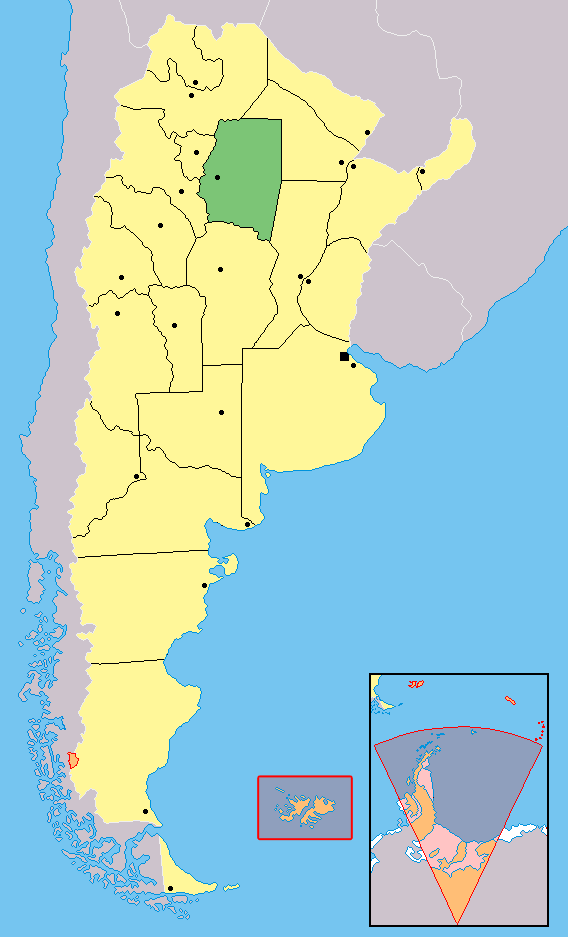
Localisation de la province de Santiago del Estero en Argentine